# Всесоюзный научно-исследовательский институт сельскохозяйственного машиностроения имени В. П. Горячкина
Всесоюзный научно-исследовательский институт сельскохозяйственного машиностроения имени В. П. Горячкина (ВИСХОМ) — существовавший в Москве в 1928—2015 годах НИИ. Научная деятельность последовательно сокращалась после распада СССР, всё больше площадей переходило в аренду. Окончательно ликвидирован в 2015 году. В 2016 основное и прилегающие здания на Дмитровском шоссе были снесены, на их месте построен жилой комплекс.

## Основные этапы истории
Согласно архивным данным:
- 18 декабря 1928 — создан Всесоюзный научно-исследовательский институт сельскохозяйственной механики (ВИСХОМ). Первым директором института стал В. П. Горячкин.
- 1931 — реорганизован во Всесоюзный научно-исследовательский институт сельскохозяйственного машиностроения (ВИСХОМ).
- 1967 — постановлением Совета министров СССР институту присвоено имя В. П. Горячкина.
- 1971 — указом Президиума Верховного Совета СССР институт награждён орденом Трудового Красного Знамени.
- 1982 — на базе института образовано Научно-производственное объединение по сельскохозяйственному машиностроению (НПО «ВИСХОМ»)
- 2015 — юридически оформлено прекращение существования организации.
- 2016 — снос строений, начало строительства жилого комплекса.